# 이운룡 장군 영정
이운룡 장군 영정(李雲龍 將軍 影幀)은 대한민국 경상북도 청도군 청도읍 원정에 있는, 조선시대의 무신인 이운룡(1562∼1610) 장군의 초상화이다. 1975년 12월 30일 경상북도의 유형문화재 제89호로 지정되었다.

## 개요
조선 중기의 무신인 이운룡(1562∼1610) 장군의 초상화이다.
이운룡은 문무를 겸비한 무신으로, 임진왜란 때에 충무공 이순신의 부장으로서 많은 전공을 세웠고 포도대장과 병마절도사 등을 역임했다.
이 상은 선생이 선조 37년(1604)년 공신으로 봉해졌을 때 임금의 명을 받아 그린 공신상으로 보인다. 관복의 가슴에 호랑이 무늬의 흉배를 두고, 금제 허리띠를 착용하고 있어 공신의 반열에 오를 당시의 벼슬이 종 2품이었다는 것을 말해준다.
조선 중기 공신도상의 전형적인 형식을 보이는 작품 중 하나로, 엄숙하면서도 단아한 분위기를 풍긴다. 장군의 출생지인 매전면 명대리에 상충사를 세우고 이 초상화를 보존하고 있다.

## 참고 문헌
- 이운룡 장군 영정 - 국가유산청 국가유산포털